# 레테
레테(그리스어: Λήθη, 영어: Lethe)는 그리스 신화 속의 망각의 여신 그리고 이 여신에게서 이름을 따온 저승의 강이다. 아케론, 코퀴토스, 플레게톤, 스틱스와 함께 망자가 하데스가 지배하는 명계로 가면서 건너야 하는 다섯 개의 저승의 강 중 하나이다. 망각의 강이라고 불린다.
망자는 명계로 가면서 레테의 강물을 한 모금씩 마시게 되는데, 강물을 마신 망자는 과거의 모든 기억을 지우고 전생의 번뇌를 잊게 된다.
하데스 왕국의 다섯 강은 상징적인 의미를 가진다. 아케론(Acheron)은 슬픔/비통, 코키투스(Cocytus)는 탄식/비탄, 플레게톤(Phlegethon)은 불, 레테(Lethe)는 망각, 스틱스(Styx)는 증오를 상징한다.

## 같이 보기
- 에레보스
  - 아케론강
  - 코퀴토스강
  - 플레게톤강
  - 스틱스강
- 타나토스